# ميسي تشياسون
ميسي تشياسون (بالإنجليزية: Macy Chiasson؛ مواليد 27 يوليو 1991) هي مُقاتلة فنون قتالية مختلطة أمريكية.

## وصلات خارجية
- ميسي تشياسون على موقع يو إف سي (الإنجليزية)
- ميسي تشياسون على موقع شيردوغ (الإنجليزية)
- ميسي تشياسون على موقع Tapology.com (الإنجليزية)
- ميسي تشياسون على موقع IMDb (الإنجليزية)